# 氣旋凡塔拉
特強熱帶氣旋凡塔拉是西南印度洋有氣象記錄以來最強烈的熱帶氣旋。就最大持續風速而言。凡塔拉是2015－2016年西南印度洋熱帶氣旋季的一部分，2016年4月11日，一個熱帶擾動在印度洋中部的迪戈加西亞島南部生成。風暴受南部的高壓脊影響，凡塔拉開始在在獲得风力的同時逐漸向西移動。在溫暖的海水和減少的風切變的幫助下。4月18日，凡塔拉強度到達巔峰。法國氣象局駐留尼汪氣象中心（MFR）認定凡塔拉巔峰強度（十分鐘）風速為250公里（155英里），使凡塔拉成為西南印度洋有氣象記錄以來最強烈的熱帶氣旋。聯合颱風警報中心認為凡塔拉一分鐘最大持續風速為285公里（180英里）並評定凡塔拉中心最低氣壓為910百帕（毫巴）（27英寸汞柱）。
凡塔拉在達到巔峰強度時席捲了塞舌爾的法夸爾群島，島上大部分建築都被損壞。4月18日晚，凡塔拉減弱為強烈熱帶氣旋，並減緩了移動速度，導致其行進方向發生扭轉。強度減弱後，凡塔拉的行進方向再次發生扭轉，使其開始向馬達加斯加前進。4月24日，凡塔拉退化成殘留低氣壓，其殘留云系抵達坦桑尼亞，並導致坦桑尼亞因大雨而洪水氾濫，道路被衝毀，並造成13人死亡。凡塔拉的殘餘雲系更深入到了肯尼亞境內，造成了與坦桑尼亞類似的影響，

## 氣象歷史
4月9日迪戈加西亞島的東南部存在一個不穩定天氣系統。該係統向西緩慢移動，受到高壓脊的控制，低層環流中心開始閉合。